# Angerseed
Az Angerseed egy magyar death metal együttes, melyet Peter D. Maniak alapított 2007-ben.

## Történet

### Kezdeti évek (2007 - 2009)
Az Angerseed 2007 legvégén alakult Debrecenben, az alapítótag Peter D. Maniak (ének) ekkor már közel másfél évtizede ismert résztvevője volt a magyar Underground életnek. A 90-es években Carbon Cage nevű zenekarával tett országos ismertségre szert, míg a 2000-es években a Neochrome volt az ügyeletes zenekara, mellyel szintén jelentős sikereket ért el. Míg előbbi egyfajta sötét hangulatú, sokféle hatással rendelkező progresszív zenét játszott, utóbbi zenekar már kimondottan a Death/Black Metal vonalat képviselte. Az arány a második Neochrome lemezen túlzottan a Black Metal egy speciális ága felé fordult, ami elégedetlenséggel töltötte el Maniak-et. Egy igazi Death Metal zenekaron kezdte el a fejét törni (a kezdetekben project jelleggel), mivel mindig is ezt a műfajt preferálta a legjobban. Időközben számos zenei és emberi folyamatnak köszönhetően be akarta fejezni a Neochrome sztorit, ami 2007 szeptemberében részéről meg is történt (a korábbi tagok egy ideig még a régi név alatt folytatták, majd nevet változtattak).
Az igen gyorsan felálló új zenekar az Angerseed nevet kapta. Ez a név már 2001-ben is felmerült névötletként, de végül akkor csak számcím lett belőle. Az Angerseed első szilárdabb felállása a következő volt: Peter D. Maniak (ének), Zsuga Antal (basszusgitár), Szendi Attila (dob), Gál Szabolcs (gitár). A zenekar tehát a Death Metal műfajt jelölte ki irányául, mely egyenes és lényegretörő, de nem zárkózik el a komplexebb megoldásoktól sem. Szövegvilágukban elvontabb, víziószerű köntösbe burkolva szólalnak fel a világ rossz irányba való haladása ellen. Általában az egyén belső vívódásának szemszögéből nézve jelenítik meg az ebből fakadó zavarodottságot és kiábrándult csalódottságot, melyet társadalmunk értékvesztésének folyamatai generálnak.
Közel 8-9 hónapos közös munka során megszülettek az első dalok, de az első koncerteket megelőzően Szendi Attila kikerült a zenekarból. Rövid szünetet követően M. Zsolt került a helyére és 2008 végén lezajlott az első koncert is, a zenekar igazából innen számolja konkrét létezését. 2009-től kezdődően a zenekar aktív koncertezésbe kezdett, és bár a Maniak múltjából fakadó előny segített sokat, azért mégis igen nehéz volt elindulni és ismertté tenni a zenekart. Az első időszak nagyon küzdelmes volt és 2009 elején egy újabb tagcserét is hozott, Gál Szabolcs emberi problémák miatt kikerült a zenekarból, helyére D. Levente került. Ezt megelőzően még a zenekar egy nagyobb debreceni koncertje rögzítésre került egy mobilstúdió által.

### Változások és az első anyagok (2009 - 2013)
2009 nyarán újabb gitárosváltás, ezúttal két gitáros szállt be a zenekarba, F. Péter és Nagy Viktor. Ezzel hosszú időre megszilárdult a zenekar magja, Nagy Viktor gitáros pedig a mai napig a zenekar része. 2010 elején megjelent a zenekar első EP-je, ’The First Seeds (Before the Reign of Anger)’ címmel. A lemez 5 dalt tartalmazott és a 2009 elején felvett koncertanyag szolgált alapul hozzá, melyet egy stúdióban öntöttek végső formába. 2009 elején Zsuga Antal távozott a zenekarból, őt F. Zoltán váltotta. 2010 nyarán M. Zsolt első alkalommal került ki a zenekarból emberi problémák miatt, helyére F. Tas került. A folyamatos koncertezés során egyre komolyabb helyeken játszott az Angerseed, és a szimpatizánsok is gyűlni kezdtek a zenekar köré. 2011 elején a zenekar megvált F. Zoltántól és a helyére B. Csaba került.
2011 őszén megkezdődtek a ’Dawn of a New Kingdom’ EP felvételei Debrecen közelében. Az év végére F. Tas emberi hiányosságai okán kikerült a zenekarból. Mire az EP megjelent 2012 áprilisában, újabb esélyt kapva, ismét M. Zsolt ült a dobszéken. Sikeres koncertek következtek ismét, a zenekar egyre több külföldi zenekarral lépett fel itthon és a határokon túl is, a törekvés a külföldi terjeszkedésre amúgy az első perctől a zenekar kitűzött célja. M. Zsolt viszont másodjára sem igazán élt a lehetőséggel, így 2012 őszén a zenekar ismét megvált tőle. Eközben a ’Dawn of a New Kingdom’ EP elismerő kritikákat söpört be sok helyen, és általa megismertette magát a zenekar rengeteg Death Metal rajongóval Magyarországon és külföldön is.
2013 elején a zenekar felkérte újra a legelső dobost, Szendi Attilát a csatlakozásra. Attila session jelleggel elfogadta a felkérést, és bár csak egy rövidebb időszakra szólt az együttműködés, egészen 2016 elejéig a zenekarral maradt. Újabb csatlakozása után fél évvel elkezdődött az új számok alapjainak összerakása, mely folyamat az igen intenzív koncertezés következtében csak lassan haladt. Az Angerseed ebben az évben már komolyabb határokon túli fesztiválokon is fellépett, sok esetben a műfaj nagyjaival, valamint itthon is egyre erőteljesebb érdeklődés övezte őket. Saját szervezésű Fesztiváljukat, mely a ’Full Of Anger Underground Metal Fesztivál’ nevet viseli és 2009 óta működik, komoly érdeklődés és elismerés veszi körül. Ez az esemény évente kétszer kerül megrendezésre a zenekar szülővárosában és két alkalommal a fővárosban is megrendezték.

### Úton az első nagylemez felé (2013 - 2016)
A 2013-as és 2014-es év a kimerítő koncertezésről, valamint az új dalok írásáról szólt. 2014 nyarán az Angerseed megosztott első helyezést ért el a RockMaraton Fesztivál és a HammerWorld Magazin közös tehetségkutatóján, melynek során igen értékes nyereményeket sikerült megszerezniük, a nyeremények nagyobb része a 2016-ban megjelent ’The Proclamation’ c. első nagylemezben öltött alakot..
A 2015-ös év elején a zenekar rövidebb pihenőt tartott, melynek során feldemózták az első nagylemez anyagát. A konkrét lemezfelvételek 2015 őszén indultak el. Közben beindult a szokásos koncertezés is, melynek során még több külföldi országba és eseményre jutott el a zenekar. A stúdióban egy új session dobos tűnt fel: Eugene Ryabchenko (Vital Remains session, jelenleg Belphegor és Decapitated session). Eugene egy fiatal és kiemelkedően tehetséges dobos, aki már 2015 nyarán is kisegített az Angerseed soraiban, és a lemez megjelenésétől kezdve egészen a 2017-es év nyaráig Ő volt látható a zenekar koncertjein. Az Angerseed bemutatkozó nagylemeze végül 2016. január 24-én jelent meg a ’Death By Metal Vol. 2. Fesztivál’ eseményen Budapesten. A NAIL Records gondozásában megjelent CD-n bónuszként szerepel az előző EP teljes anyaga is.

### 2016 - napjainkig

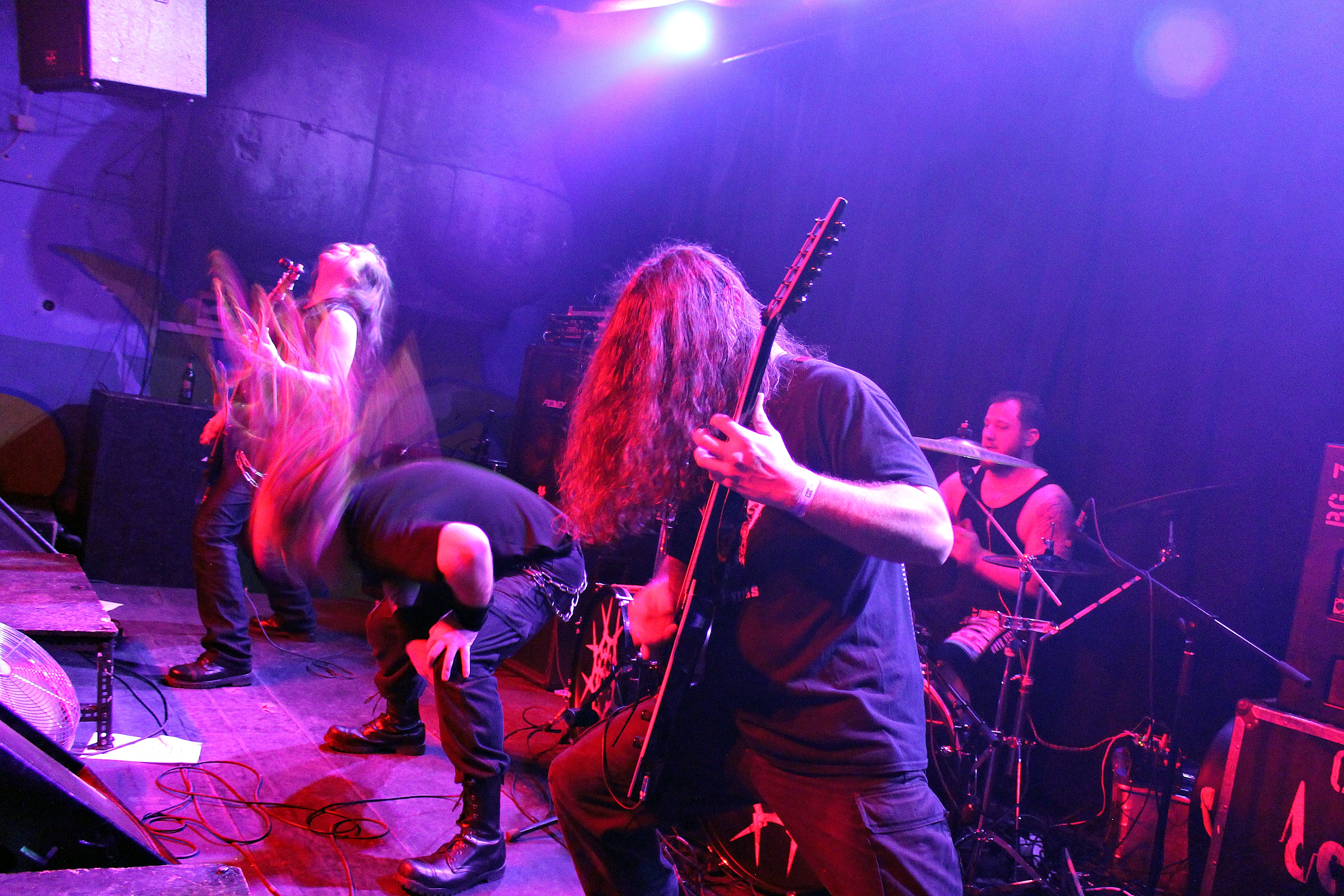
Angerseed koncert 2017-ben

A lemez felvételei előtt F. Péter gitáros és B. Csaba basszusgitáros elhagyták a zenekar kötelékeit, de a lemez feljátszásában részt vettek és a 2016. január végéig lekötött koncerteket lejátszották. Egy új gitáros, Mészáros Attila és egy új basszusgitáros, Mészáros Márk csatlakozott a zenekarhoz. Az ismét teljessé vált zenekar a 2016-os és a 2017-es évet teljes egészében a lemez promóciójának szentelte, részben igen alapos koncertezés formájában. A nagylemezzel sikerült elérni a kitűzött célt, létrehozni egy érdekes és változatos lemezt, mely nem sablonos és nem tipikus Death Metal zenét rejt. Az anyag szimplán a zenekar legőszintébb és legkiforrottabb munkája volt addigi pályafutásukban.

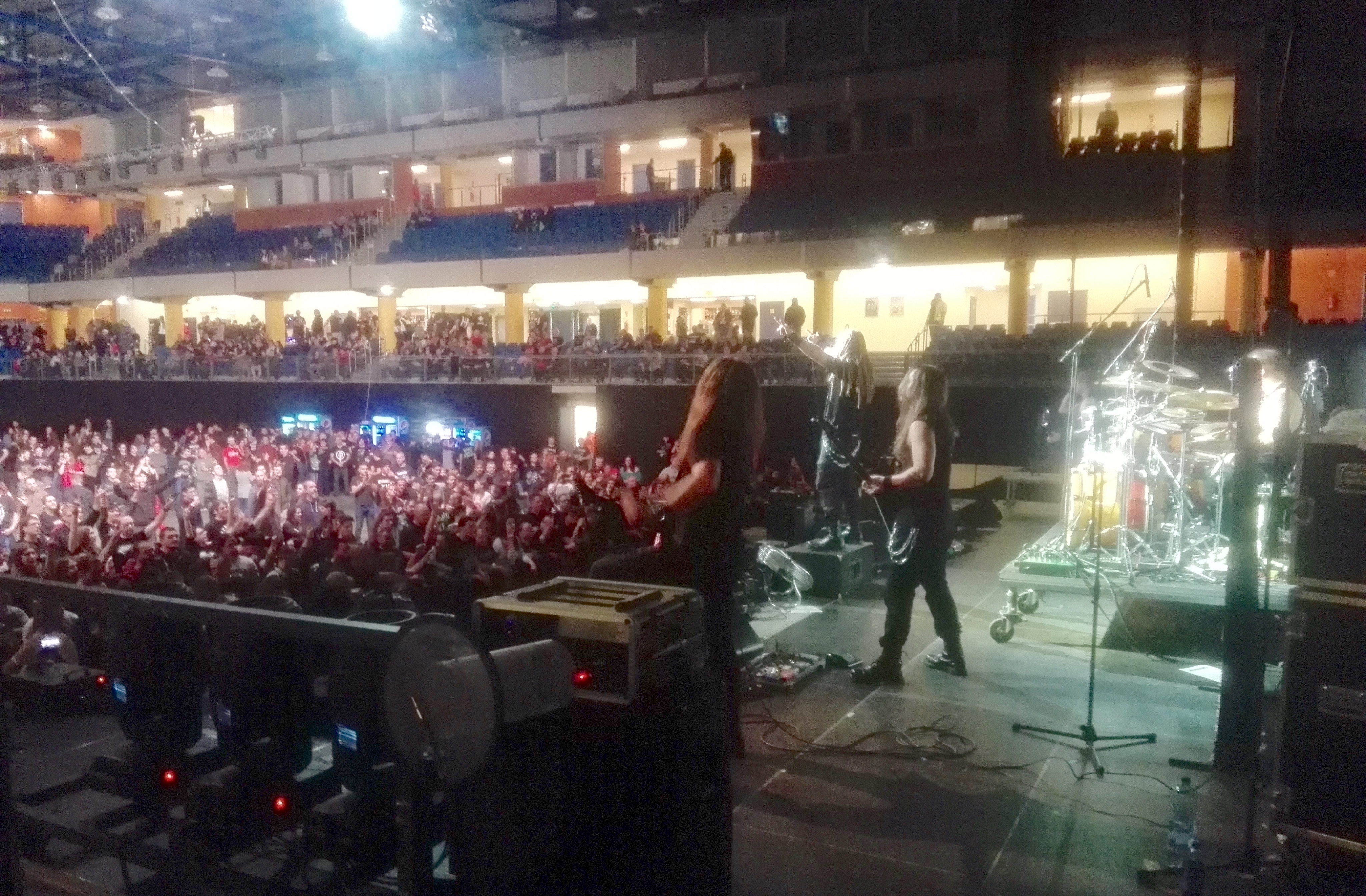
Az Angerseed a Főnix Csarnokban 2018-ban

2017 nyarán Mészáros Attila gitáros elhagyta a zenekart, de a lendületet ez sem törte meg, négyesben haladt tovább a zenekar. 2017 őszén a zenekar hosszas keresgélés után megtalálta új saját dobosát Gáva József személyében, 2018 elején pedig elkezdődött a dalszerzés az új, 'Forever Burning Hatred' c. EP-re, melynek nagylemez hosszúságú anyaga 2019 novemberében jelenik meg a Metal Ör Die Records gondozásában és egy egészen új fejezetet nyit majd a zenekar életében. A 2018 őszi jubileumi turné előtt Mészáros Márk basszusgitárról gitárra váltott, a turnén Somoskői Viktor pengette a négyhúrost session-jelleggel, majd 2019 tavaszán Dudás Attila csatlakozott a zenekarhoz basszusgitáron. A 'X. Anniversary Tour 2018' koncertkörút, mely a zenekar addigi 10 évét volt hivatott megünnepelni, sikerrel zajlott le, az utolsó koncert a debreceni Főnix Csarnokban volt a szintén debreceni Tankcsapda vendégeként, Így az Angerseed elsőként állhatott egy ekkora aréna színpadán a honi Death Metal csapatok közül.

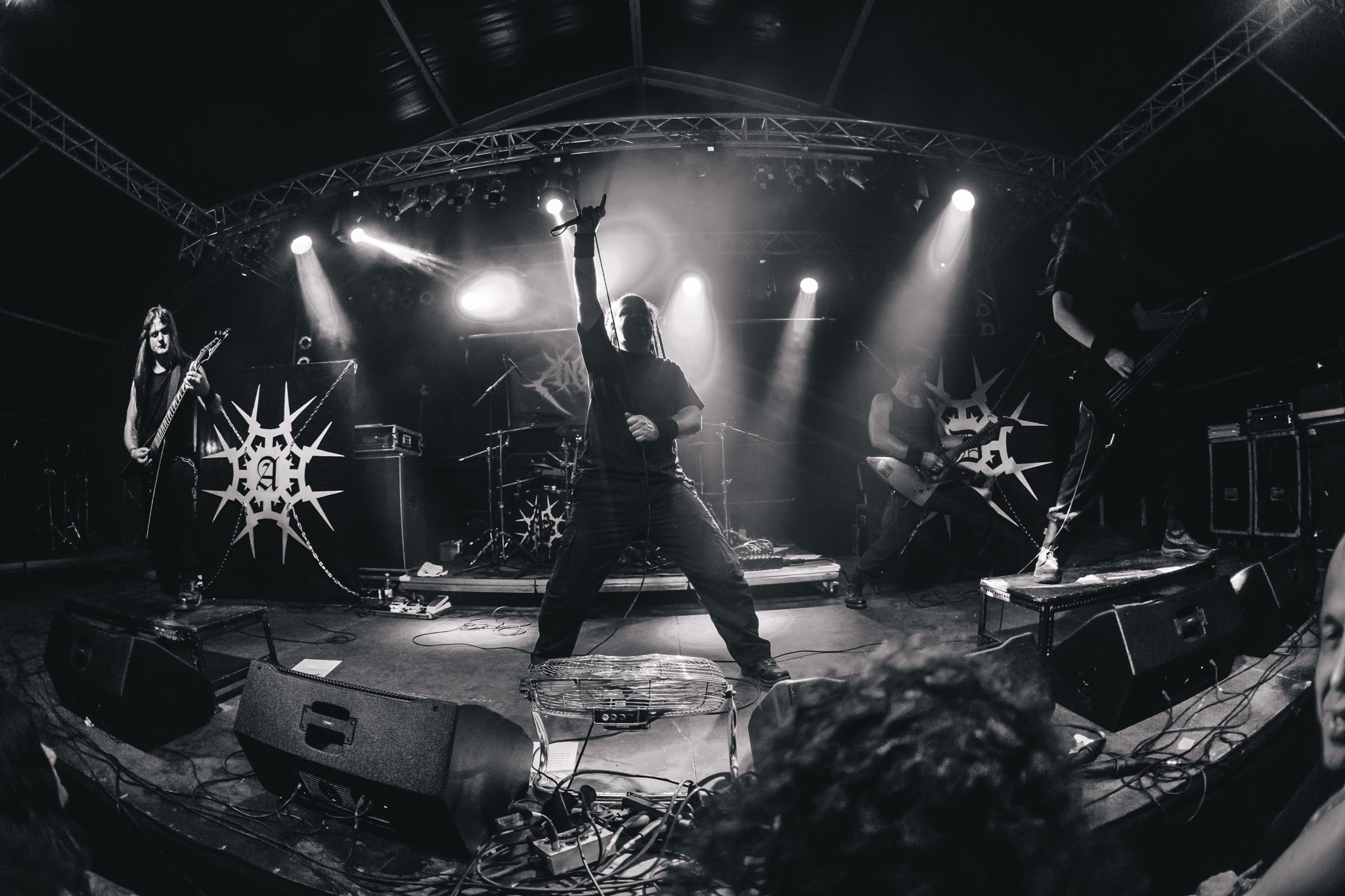
Angerseed a 2019-es Rockmaraton fesztiválon

2020-ban csere történt a gitáros poszton: Nagy Viktor elhagyta a zenekart, az új gitáros a partiumi Barabás Róbert lett, aki azonban a koronavírus-járvány miatt eddig csak korlátozottan koncertezhetett a zenekarral. 2020 tavaszán, két koncert után a Covid vírushelyzet miatt sok bulit törölni kellett az Angerseed-nek is. Nyár végétől viszont ismét sikerült koncertezni és megmenteni pár bulit. Közben a ’Forever Burning Hatred’ EP elismerő kritikákat söpört be rengeteg helyről, a tervezett koncertek nagy részének elmaradása ellenére is nagy lendületet adott a zenekarnak. 2021 elején az A38 Hajón rögzítésre került a zenekar egy közönség nélküli előadása, mely április 15-én került műsorra az M2 Petőfi TV jóvoltából. Időközben pedig demóformában összeállt egy teljes nagylemeznyi új anyag. Az őszi koncertek a korlátozások ellenére is sikeresen lezajlottak, így a 2021-es évet elégedetten zárta a zenekar.

## Tagok

### Jelenlegi tagok
- Peter D. Maniak – Vokál (2007–napjainkig)
- Bilcsik Zoltán - Basszusgitár (2022-napjainkig)
- Nagy Viktor – Gitár (2009-napjainkig)

### Korábbi tagok
- Gál Szabolcs - Gitár (2007–2009)
- D. Levente - Gitár (2009)
- Zsuga Antal - Basszusgitár (2008–2009)
- F. Zoltán - Basszusgitár (2010–2011)
- M. Zsolt - Dob (2008–2010, 2012)
- F. Tas - Dob (2010–2011)
- F. Péter - Gitár (2009-2016)
- B. Csaba - Basszusgitár (2011-2016)
- Mészáros Attila - Gitár (2016-2017)
- Mészáros Márk - Gitár (korábban basszusgitár) (2016-2020)
- Gáva József - Dob (2017-2020)
- Dudás Attila - Basszusgitár (2019-2020)
- Barabás Róbert - Gitár (2020-2022)
- Végh Zsombor - Dob (2022-2024)

### Session tagok
- Szendi Attila – Dob (2008, 2013–2015)
- Eugene Ryabchenko - Dob (2015-2017)
- Doru Florin - Dob (2016)
- Szenti Árpád - Dob (2017, 2019)
- Somoskői Viktor - Basszusgitár (2018)

## Diszkográfia
- The First Seeds (Before The Reign Of Anger) (demo, 2010)
- Dawn of a New Kingdom (EP, 2012)
- The Proclamation (album, 2016)
- Forever Burning Hatred (EP, 2019 - Megjelenés előtt!)